# Liste der Wiener Gemeindebauten/Josefstadt
Diese Liste zählt die Gemeindebauten im 8. Wiener Gemeindebezirk Josefstadt auf.
Es werden nur solche Objekte angeführt, die seit Beginn des sozialen Wohnbaus errichtet wurden. Ältere Häuser, die im Besitz der Stadt Wien sind und in denen ebenfalls Gemeindewohnungen vergeben werden, fehlen daher.
| Name / ID                                                    | Foto |                 | Adresse                    | Baujahr   | Architekt(en)         | Kunstobjekte                                                                 | Wohnungen | Anmerkungen |
| ------------------------------------------------------------ | ---- | --------------- | -------------------------- | --------- | --------------------- | ---------------------------------------------------------------------------- | --------- | --- |
| Ludo-Hartmann-Hof 106 HERIS-ID: 47875 Objekt-ID: 51196       | 1    | Datei hochladen | Albertgasse 13-17 Standort | 1924–1925 | Cesar Poppovits       |                                                                              | 74        | Denkmalschutz Benannt nach Ludo Moritz Hartmann                                                                                                  |
| 664                                                          | 1    | Datei hochladen | Albertplatz 7 Standort     | 1953–1954 | August Bauer          | Sgraffitobild Erbauung der Albertinischen Wasserleitung von Karl Langer      | 51        | Sgraffitobild unter Denkmalschutz (Listeneintrag) Identadresse Albertgasse 52                                                                    |
| 660                                                          | 1    | Datei hochladen | Feldgasse 19 Standort      | 1954–1955 | Hanns Kunath          |                                                                              | 16        | |
| 662                                                          | 1    | Datei hochladen | Kochgasse 25 Standort      | 1952–1953 | Karl Schwanzer        |                                                                              | 35        | Identadresse Kochgasse 25A, Haspingergasse 2 |
| Maria-Franc-Hof 110                                          | 1    | Datei hochladen | Lange Gasse 21-23 Standort | 1955–1958 | Johann Stöhr          | Wandmosaik Drei Eulen von Josef Seger                                        | 77        | Benannt nach der Bezirksvorsteherin Josefstadt Maria Franc (1906–1974) Mosaik unter Denkmalschutz (Listeneintrag) Identadresse Neudeggergasse 22 |
| 666                                                          | 1    | Datei hochladen | Neudeggergasse 12 Standort | 1955–1956 | Franz Otto Böhm       | Marmoreinlegearbeit Schmetterlinge von Josef Tschofenig über der Hofeinfahrt | 21        | |
| 665                                                          | 1    | Datei hochladen | Pfeilgasse 10-12 Standort  | 1954–1956 | Heinrich Reitstätter  | Steinbrunnen mit Knabenfiguren von Mathias Hietz auf dem Vorplatz            | 61        | Brunnen unter Denkmalschutz (Listeneintrag) |
| Faber-Hof 108 HERIS-ID: 47879 Objekt-ID: 51200               | 1 BW | Datei hochladen | Pfeilgasse 42 Standort     | 1927      | Wilhelm Peterle       | Brunnenplastik Knabe mit Vogel von Edmund Klotz                              | 15        | Denkmalschutz Benannt nach dem Gewerbepolitiker und Gewerkschafter Adolf Faber (1874–1928)                                                       |
| Dr.-Kronawetter-Hof 107 HERIS-ID: 47882 Objekt-ID: 51203     | 1 BW | Datei hochladen | Pfeilgasse 47-49 Standort  | 1925–1926 | Otto Moritz Kuntschik | Portraitrelief Ferdinand Kronawetters von Michael Drobil im Eingangsflur     | 65        | Denkmalschutz Benannt nach Ferdinand Kronawetter                                                                                                 |
| Therese-Schlesinger-Hof 109 HERIS-ID: 47792 Objekt-ID: 51106 | 1    | Datei hochladen | Schlösselgasse 14 Standort | 1929–1939 | Cesar Poppovits       |                                                                              | 84        | Denkmalschutz Benannt nach Therese Schlesinger Identadresse Wickenburggasse 15                                                                   |
| Rudolf-von-Alt-Hof 300                                       | 1    | Datei hochladen | Skodagasse 22 Standort     | 1992–1994 | Robert Labi           |                                                                              | 16        | Benannt nach Rudolf von Alt |
| Max-Böhm-Hof 294                                             | 1    | Datei hochladen | Tigergasse 22 Standort     | 1986–1988 | Eva Weil              |                                                                              | 26        | Benannt nach Max Böhm |